# Megalocolus
Megalocolus is een geslacht van vliesvleugeligen uit de familie bronswespen (Chalcididae). De wetenschappelijke naam van dit geslacht is voor het eerst geldig gepubliceerd in 1883 door Kirby.

## Soorten
Het geslacht Megalocolus omvat de volgende soorten:
- Megalocolus anupamus Narendran, 1989
- Megalocolus chinensis Liu, 2001
- Megalocolus ducator (Walker, 1862)
- Megalocolus ensator (Walker, 1862)
- Megalocolus erythronotus (Cameron, 1908)
- Megalocolus hasegawai (Habu, 1960)
- Megalocolus lanceolator (Walker, 1862)
- Megalocolus notus Narendran, 1989
- Megalocolus proctotuperator (Walker, 1862)
- Megalocolus properator (Walker, 1862)
- Megalocolus shonodarus Narendran, 1989
- Megalocolus signator (Walker, 1862)
- Megalocolus tentator (Walker, 1862)